# 둠 패트롤 (드라마)
《둠 패트롤》(영어: Doom Patrol)은 미국의 웹 드라마로, 2019년 2월 15일 처음 공개되었다. DC 코믹스의 동명 팀을 원작으로 한다. 2018년 드라마 《DC 타이탄》의 스핀오프 작품에 해당한다.

## 출연
- 다이앤 게레로 - 케이 찰리스 / 크레이지 제인 역
- 에이프릴 볼비 - 리타 파 역
- 조이반 웨이드 - 빅터 "빅" 스톤 / 사이보그 역
- 앨런 튜딕 - 에릭 모든 / 미스터 노바디 역
- 맷 보머 - 래리 트레이너 / 네거티브 맨 목소리 역
  - 매슈 주크 - 래리 트레이너 / 네거티브 맨 움직임 역
- 브렌던 프레이저 - 클리프 스틸 / 로봇맨 목소리 역
  - 라일리 샤나한 - 클리프 스틸 / 로봇맨 움직임 역
- 티머시 돌턴 - 나일스 콜더 / 치프 역